# Kolodîste, Talne
Kolodîste (în ucraineană Колодисте) este o comună în raionul Talne, regiunea Cerkasî, Ucraina, formată numai din satul de reședință.

## Demografie
Componența lingvistică a comunei Kolodîste
     Ucraineană (99,39%)
     Alte limbi (0,61%)
Conform recensământului din 2001, majoritatea populației comunei Kolodîste era vorbitoare de ucraineană (99,39%), existând în minoritate și vorbitori de alte limbi.